# Hippolyte Blanc (haut-fonctionnaire)
Pour les articles homonymes, voir Hippolyte Blanc et Blanc (homonymie).
Jacques Hippolyte Sylvestre Blanc, né le 30 avril 1820 à Marseille et mort le 11 juin 1897 dans le 6e arrondissement de Paris, est un haut fonctionnaire, sociologue et historien français.

## Biographie
Administrateur, puis chef de bureau, et enfin chef de division au Ministère de l'Intérieur, il fut chargé de l'entretien et de la restauration des édifices de culte pendant le règne de Napoléon III.
Il a fait sur l'organisation du travail et le corporatisme de nombreuses publications sociologiques, statistiques, historiques et anthropologiques qui ont inspiré le Catholicisme social.
Ses travaux ont eu une influence sur la publication de l'encyclique Rerum novarum, ainsi que sur les premiers travaux d'Émile Durkheim sur le Suicide et sa thèse sur la Division du travail social.
Marié en 1858 avec Marie de Simony de Bouthières, fille d'Alphonse-Victor (1805-1874), d'une famille de robe bourguignonne.
Ses deux sœurs Adèle et Zénaïde ont épousé en 1854 et 1858 les deux frères facteurs d'orgues Vincent et Aristide Cavaillé-Coll.
Après la chute de Napoléon III en 1870 et l'avènement de la IIIe République, il se consacre exclusivement à ses travaux de recherche historique et s'engage dans la promotion du corporatisme ouvrier, des mutuelles et des conventions collectives. Il popularise ses travaux en publiant un grand nombre de tirés-à-part ou d'articles dans diverses revues catholiques comme L'Ami du clergé.

## Quelques œuvres
- Lois décrets et règlements relatifs à l'administration des cultes..., depuis le 2 décembre 1851 jusqu'au 1er janvier 1854, avec Adolphe Tardif, Paris, A Durand, 1854, 304 p.
- De l'Inspiration des camisards: recherches nouvelles sur les phénomènes extraordinaires observés parmi les protestants des Cévennes à la fin du XVIIe et au commencement du XVIIIe siècles, pour servir à l'intelligence de certaines manifestations modernes, Paris, Plon, 1859, 211 p., (Reprint 1978)
- Éléments de statistique et de géographie générales, avec Jean-Christian-Marc Boudin, Paris, Plon, 1860, 232 p.
- Du Suicide en France, Journal de la Société de statistiques de Paris, juillet 1862, et Paris, imprimerie Veuve Berger-Levrault, 11 p.
- Étude sur le recrutement de l'armée, 1863, Paris, Imprimerie Veuve Berger-Levrault, 7 p.
- Le merveilleux dans le jansénisme, le magnétisme, le méthodisme baptisme américains, l'épidémie de morzine, le spiritisme, Paris, Plon, 1865, 445 p.
- Almanach prophétique, pittoresque et utile pour l'année bissextile 1868, collectif avec Eugène Bareste, Jacques-Auguste-Simon Colin de Plancy, Roger Gougenot des Mousseaux, etc., illustré par Horace Vernet, Honoré Daumier, etc., 181 p.
- Lectures sur la géographie industrielle & commerciale, Paris, Société générale de librairie catholique, 1881, 393 p.
- Le Compagnon des corporations de métiers et l'organisation ouvrière du XIIIe au XVIIe siècle, Paris, Secrétariat de l'Association Catholique, 1883, 25 p. (reprint 2001)
- L'Atelier dans les anciens corps de métier, Langres, Imprimerie Maitrier, Au secrétariat de l'Association catholique, 1885, 21 pages.
- Le Régime du travail dans les arts et métiers avant 1789, Au secrétariat de l'Association catholique, 1885, 19 p.
- Bibliographie des corporations ouvrières: avant 1789, (1883), 1885, Paris, Librairie de la Société bibliographique, 128 p. Ouvrage couronnée en 1878 par la Société bibliographique. (réimpression Slatkine 1985)
- De la propriété du métier avant 1789, 188?, Bar-le-Duc, imprimerie Schorderet et Cie, Aux bureaux de l'Association catholique, in-18, 19 p.
- « La Révolution est-elle satanique ? », in Revue des sciences ecclésiastiques, Arras, Imprimerie de la Société du Pas-de-Calais, 1890, 29 p.
- La Mine aux mineurs avant 1789, Langres, Aux bureaux de l'Association catholique, 1890, 20 p.
- Saint Louis était-il socialiste d'État ?, Langres, Aux bureaux de l'Association catholique, 1890, 12 p.
- Les mineurs en dehors du régime corporatif, Langres, Imprimerie Maitrier, Aux bureaux de l'Association catholique, 1891, 22 p.
- Louis XVI et les conquêtes de 89, Imprimerie de l'Œuvre de Saint-Paul, 1888,
- Table synoptique du Livre des métiers (d'Etienne Boileau), imprimerie de l'Œuvre Saint-Paul, 1892, 44 p.
- Les Anciennes corporations ouvrières, Langres, Maitrier et Courtot, 1895.
- Les protestants et les anciennes corporations ouvrières, Blois, Grande imprimerie de Bois, 1897, 11 pages.
- Les corporations de métiers: leur histoire, leur esprit, leur avenir, Paris, Letouzy et Ané, 1898, 356 p.
- Les ouvriers ont-ils été victimes de la Révolution ?, Langres, imp. Maitrier, 31 p.